# Right Said Fred
A Right Said Fred brit zenekar Londonban alakult 1989-ben Fred és Richard Fairbrass testvérek által, majd 1990-ben Rob Manzoli csatlakozott a duóhoz. Az együttes Ivor Novello díjat is nyert, valamint az I’m Too Sexy (1991), Deeply Dippy (1992) című dalok által platina státuszt kapott a csapat. 1993-ban a legjobb brit együttes díjára jelölték a csapatot.

## Történetük

### 1989–1991
A Fairbrass testvérek a Right Said Fred megalakulása előtt a 70-es évek végén a The Actors zenekarban játszottak, a Suicide és a Joy Division együttesekkel, és gyakran felléptek a Manchesteri Factory klubban.
A Right Said Fred 1989-ben alakult, úgy hogy Richard mint énekes, és basszusgitáros, Fred pedig gitáron közreműködött. A csapat megalakulását előzően Boy George, Mick Jagger és David Bowie koncertjein mint basszusgitáros közreműködtek, de Bowie Jazzin' for Blue Jean című rövidfilmjében is feltűnnek, mint basszusgitárosok. 1987-ben Fred mint gitáros közreműködött Bob Dylan Heart of Fire című filmjében.
A csapat nevét a Right Said Fred című 1962-es Bernard Cribbins által megjelent dal után kapta. A Fairbrass testvéreket eredetileg Ray Weston dobos, és Dan Kruse gitáros kísérte. Weston 1990-ben elhagyta a csapatot, és a Wishbone Ashez csatlakozott. Helyére Rob Manzoli 1990-ben csatlakozott, és egészen 1997-ig, kiválásáig a csapatban maradt.

### 1991–1992: I’m Too Sexy és az Up
1991 júliusában megjelent a csapat első kislemeze az I’m Too Sexy című dal a Tug Records kiadó gondozásában. A dal az Egyesült Királyságban hatalmas siker volt, és 6 hétig volt 2. helyezett a kislemezlistán Bryan Adams (Everything I Do) I Do It For You című slágere után. A dal további 32 országban volt Top 10-es helyezett, beleértve az Egyesült Államokat is, ahol a Billboard Hot 100-as listájának helyezettje volt. A dal Ivor Novello díjat kapott, valamint 4. helyezés volt Billboard Hot Dance Club Play listáján is. A dal több mint 40 televíziós műsorban, és filmben volt már betétdal, de szerepelt már a The Simpsons család című filmsorozatban is.
A második kislemez a Don't Talk Just Kiss című dal 1991 októberében jelent meg, és az Egyesült Királyság kislemezlistáján a 3. helyig jutott, de több Európai országban is benne volt az első öt helyezettben, valamint az Egyesült Államokban is helyezést ért el. A dalban Jocelyn Brown vokálozott.
1992. februárjában megjelent a csapat 3. kislemeze a Deeply Dippy, mely 3 hétig volt első helyezett az angol kislemezlistán, és 9. helyezést ért el az Egyesült Államok Dance listáján.
A kislemezek sikere a csapat debütáló albuma számára is meghozta az eredményt, így az Egyesült Királyság album listáján az első helyezést érte el, valamint világszerte is slágerlistás helyezés volt az album, mely majdnem egy évig volt helyezett.
1992-ben a Heavenly Records kiadó megjelentetett egy EP-t, melyen különböző előadók Right Said Fred dalokat énekelnek. Többek között Saint Etienne (I’m Too Sexy), The Rockingbirds (Deepy Dippy), Flowered Up (Don't Talk Just Kiss)

### 1993–1994: Sex and Travel
1993 elején Fred, Richard és Rob rögzítette az egyetlen "Comic Relief" dalt a Stick It Out címűt, mely az Egyesült Királyságban, és számos Európai országban slágerlistás helyezést ért el. 1993 szeptemberében megjelent a Sex and Travel  című második stúdióalbum, mely csupán mérsékelt siker volt. Erről az albumról a Bumped és a Hands Up (4 Lovers) című dal jelent meg kislemezen.
A Deeply Dippy című dal 1993-ban Ivor Novello díjat kapott.

### 1995–1996: Smashing!
A csapat 1995-ben szerződést kötött a Tug Records kiadóval, és megjelentette harmadik Smashing! című stúdióalbumát, mely 1996-ban jelent meg. Az albumról a Living on a Dream, Big Time, és az Everybody Loves Me című dalok jelentek meg kislemezen, de előkelő helyezést nem értek el a slágerlistán. 1996-ban a BBC csatornán elindult a Gaytime TV című éjszakai vicces-humoros showműsor, melynek egyik szerzője és szereplője Richard Fairbrass volt.

### 1997–2001: Manzoli távozása, You're My Mate és a Fredhead
Rob Manzoli 1997-ben távozott a zenekarból. Ekkor a Fairbrass testvérek kis szünetet tartottak, és arról elmélkedtek, hogyan vigyék a zenekar pályafutását tovább. Richard továbbra is a Gaytime TV című show-műsorban szerepelt.
1998-ban Fred és Richard létrehozták saját stúdiójukat Londonban, és újabb felvételeket készítettek legújabb Fredhead című stúdióalbumukra.
2000-ben a csapat szerződést kötött a Kingsize – BMG Berlin német lemezkiadóval, együttműködve az U96 frontemberével Alex Christensennel, és Clyde Ward dalszerző-producerrel. Ennek eredményeképpen megjelent a You're My Mate című dal, mely Németországban 4. helyezés volt a slágerlistákon. A Fredhead című album pedig a 2. helyen végzett a német albumlistán, és arany státuszt kapott.
A You're My Mate 2002-ben a Dél-Afrikai rögbicsapat hivatalos himnusza lett, de a Mojive és a Love Song című dalokat is felhasználták az egész világon sporteseményekre, így az Egyesült Államokban is.

### 2002–2003: Stand Up
A Stand Up című album megjelenésekor egyenesen a német albumlista 10. helyéig jutott. A Clyde Ward és a Fairbrass testvérek által megalkotott Stand Up (For the Champions) című dal szintén slágerlistás helyezést ért el Németországban, valamint sporthimnusszá vált, úgy mint a Dél-Afrikai Super Sport, Cincinnati Bengals, Borussia Dortmund FC, Manchester United FC és a Saracens RC angol rögbicsapat himnuszaként, de felhasználták az Egyesült Államokban is a Super Bowl-ban.
Jay-Z a The Sunder's Back című dalában felhasználta az I’m Too Sexy című dal néhány sorát, úgy mint "I’m too sexy for jail"

### 2004–2006: For Sale
Richard és Fred rossz egészségi állapotuk miatt egy ideig nem utaztak, hanem új For Sale című stúdióalbumukra koncentráltak, melyet immáron a Ministry of Sound kiadó jelentetett meg.
A csapat számos fesztiválon fellépett, többek között 2004 végén Nena turnéján, valamint 2006-ban a FIFA világbajnokság megnyitóját is 200.000 ember előtt a berlini Brandenburgi kapu előtt. Különleges vendégként is szerepeltek a The Bollywood Awards díjkiosztón Mumbaiban, melyen 200 millióan követtek a TV képernyője előtt. Tom Hanks az amerikai Saturday Night Live című show-műsorban a csapat tagjait személyesített meg, és énekelt.

### 2007–2010: I'm Celebrity
2007 és 2008 között Fred és Richard együtt dolgoztak Clyde Warddal, hogy rögzítsék 6. stúdióalbumukat az I'm Celebrity címűt. Az album az Egyesült Államokban a Promark Music kiadónál jelent meg.
2008-ban megjelent az első kislemez, mely szintén az I'm Celebrity címet viselte. A dalból DJ Reza és Raul Rincon készített remixet, mely az Egyesült Államokban slágerlistás helyezést ért el a Top 10 Club / Dance Chart listán. Ennek eredményeképpen a csapat tagjai az Államokba repültek, ahol szerepeltek többek között a Good Morning America című műsorban, de feltűntek a Fox Tv, VH-1, MTV és TMZ csatornákon is. 
A 2008-ban kiadott "I'm A Celebrity" volt az első kislemez az albumról, és a paródia híresség kultúrája. A DJ Reza és Raul Rincon remixeivel egy újabb USA-beli Top 10 Club / Dance Chart hit lett. Ennek a sikernek a hátán Fred és Richard megjelent az Egyesült Államokban a Good Morning America műsorban, valamint a Fox TV, a VH1 és a MTV csatornákon is szerepeltek.
2009 júliusában megjelent a Sexy Bum című dal Németországban, mely az első kimásolt kislemez volt HITS! című albumukról.
2010-ben két remix is készült a This Love és az I am a Bachelor című dalokból, melyek eredeti változatai az I'm Celebrity című albumon találhatóak. A remixeket DJ Reza és a Klubjumpers készítette el. A dalok remix változatai szintén slágerlistás helyezést értek el az amerikai US Club / Dance listán.
Az együttes több nyári európai fesztiválon is fellépett, és hangversenyeket rendezett az Egyesült Királyságban, többek között a londoni Leicester Square Színházban, melynek koncertjén rögzítették is, és DVD-n megjelentették.

### 2011–2012: Sexaholic
A csapat 2011-ben csatlakozott a norvég Dsign Music slágergyárhoz, ahol felvették a Sexaholic című dalt, melyből a Klubjumpers és MajikBoys készített remixeket. A remixek jól sikerültek, és az amerikai Dance / Club Charts slágerlistán benne voltak a legjobb 5. helyezett között, és maradtak is hat hónapig.
Fred és Richard Johnny Depp-pel, Liam Neesonnal és Stinggel közösen szerepeltek a Life’s Too Short című TV sorozatban, de láthattuk őket a Universal Pictures által bemutatott Gridiron UK című filmben is.

### 2013–jelen: Raise Your Hands
A Raise Your Hands volt az első 2013-ban megjelent kislemez, melyből DJ Kash, Dj Sphank és a The Majikboys készített remixeket. Ez volt a csapat 6. egymást követő remixe, mely slágerlistás helyezést ért el az Államokban.
2014-ben Fred és Richard Tim Garland jazz legendával közösen rögzítettek egy dalt a Meet Pursuit Delange című filmhez, melyet Howard Webster írt és rendezett.
2017 januárjában megjelent a csapat Sweet Treats című kislemeze az Exactly! című stúdióalbumról, mely azonban nem ért el slágerlistás helyezést.
2017 augusztusában Richard és Fred dalszerzőként szerepeltek Taylor Swift és Jack Antonoff mellett, mivel Swift egyik slágere a Look What You Made Me Do című dal az I’m Too Sexy című dal átdolgozása.
2018 májusában rögzítették a ConIFA labdarúgó-világbajnokság hivatalos himnuszát Bring The House Down címmel.

## Diszkográfia

### Stúdióalbumok
| Up                                  | - Megjelenés: 1992. március 16. - Label: Tug Records - Formátum: LP, CD, MC,                 | 1  | 39 | 1  | 8  | 9  | 23 | 16 | 22 | 46 | - CAN: Platina - UK: 2× Platina - US: Arany |
| Sex and Travel                      | - Megjelenés: 1993 - Label: EMI Records - Formátum: LP, CD, MC                               | 35 | —  | 35 | 88 | 91 | —  | —  | —  | —  |                                             |
| Smashing!                           | - Megjelenés: 1996 - Label: Happy Valley Records - Formátum: CD, MC                          | —  | —  | —  | —  | —  | —  | —  | —  | —  |                                             |
| Fredhead                            | - Megjelenés: 2001. október 23. - Label: Sony BMG - Formátum: CD, MC                         | —  | —  | 4  | 2  | —  | —  | —  | 75 | —  |                                             |
| Stand Up                            | - Megjelenés: 2002. augusztus 26. - Label: Kingsize Records - Formátum: CD, MC               | —  | —  | 29 | 9  | —  | —  | —  | —  | —  |                                             |
| For Sale                            | - Megjelenés: 2006. január 23. - Label: Ministry of Sound - Formátum: CD, Digitális letöltés | —  | —  | —  | 61 | —  | —  | —  | —  | —  |                                             |
| I'm a Celebrity                     | - Megjelenés: 2008. október 14. - Label: Promark Music - Formátum: CD, Digitális letöltés    | —  | —  | —  | —  | —  | —  | —  | —  | —  |                                             |
| Stop the World                      | - Megjelenés: 2011. május 1. - Label: Luv Records - Formátum: CD, Digitális letöltés         | —  | —  | —  | —  | —  | —  | —  | —  | —  |                                             |
| "—" nem volt slágerlistás helyezés. |                                                                                              |    |    |    |    |    |    |    |    |    |                                             |

### Válogatás albumok
| Cím            | Megjelenés                                                                                       |
| -------------- | ------------------------------------------------------------------------------------------------ |
| Greatest Hits  | - Megjelenés: 2003. december 23. - Label: Hansa Records - Formátum: CD, MC                       |
| Introducing... | - Megjelenés: 2004. augusztus 14. - Label: Empire Music Group - Formátum: CD, Digitális letöltés |

### Kislemezek
| Év                                  | Dal                             | Legmagasabb slágerlistás helyezés | Legmagasabb slágerlistás helyezés | Legmagasabb slágerlistás helyezés | Legmagasabb slágerlistás helyezés | Legmagasabb slágerlistás helyezés | Legmagasabb slágerlistás helyezés | Legmagasabb slágerlistás helyezés | Legmagasabb slágerlistás helyezés | Legmagasabb slágerlistás helyezés | Legmagasabb slágerlistás helyezés | Díjak, jelölések                                      | Album           |
| Év                                  | Dal                             | UK                                | AUS                               | AUT                               | BEL (FLA)                         | GER                               | IRE                               | NL                                | NZ                                | US                                | US Dance                          | Díjak, jelölések                                      | Album           |
| ----------------------------------- | ------------------------------- | --------------------------------- | --------------------------------- | --------------------------------- | --------------------------------- | --------------------------------- | --------------------------------- | --------------------------------- | --------------------------------- | --------------------------------- | --------------------------------- | ----------------------------------------------------- | --------------- |
| 1991                                | "I’m Too Sexy"                  | 2                                 | 1                                 | 1                                 | 3                                 | 14                                | 1                                 | 19                                | 1                                 | 1                                 | 4                                 | - AUS: Platina - CAN: Arany - UK: Arany - US: Platina | Up              |
| 1991                                | "Don't Talk Just Kiss"          | 3                                 | 18                                | 5                                 | 11                                | 2                                 | 8                                 | 3                                 | 16                                | 76                                | 8                                 |                                                       | Up              |
| 1992                                | "Deeply Dippy"                  | 1                                 | 38                                | 6                                 | 14                                | 15                                | 1                                 | 9                                 | 11                                | —                                 | 9                                 | - UK: Ezüst                                           | Up              |
| 1992                                | "Those Simple Things/Daydream"  | 29                                | —                                 | 29                                | 27                                | 48                                | 21                                | 23                                | —                                 | —                                 | —                                 |                                                       | Up              |
| 1993                                | "Stick It Out"                  | 4                                 | —                                 | —                                 | 25                                | —                                 | —                                 | —                                 | —                                 | —                                 | —                                 |                                                       | —               |
| 1993                                | "Bumped"                        | 32                                | 88                                | —                                 | 25                                | 54                                | —                                 | 37                                | 29                                | —                                 | —                                 |                                                       | Sex and Travel  |
| 1993                                | "Hands Up (4 Lovers)"           | 60                                | —                                 | —                                 | —                                 | 82                                | —                                 | —                                 | —                                 | —                                 | —                                 |                                                       | Sex and Travel  |
| 1994                                | "Wonderman"                     | 55                                | —                                 | —                                 | 50                                | —                                 | —                                 | —                                 | —                                 | —                                 | —                                 |                                                       | Sex and Travel  |
| 1995                                | "Living on a Dream"             | 91                                | —                                 | —                                 | 17                                | 66                                | —                                 | —                                 | —                                 | —                                 | —                                 |                                                       | Smashing!       |
| 1996                                | "Everybody Loves Me"            | —                                 | —                                 | —                                 | —                                 | 74                                | —                                 | —                                 | —                                 | —                                 | —                                 |                                                       | Smashing!       |
| 1996                                | "Big Time"                      | 77                                | —                                 | —                                 | 53                                | —                                 | —                                 | —                                 | —                                 | —                                 | —                                 |                                                       | Smashing!       |
|                                     |                                 |                                   |                                   |                                   |                                   |                                   |                                   |                                   |                                   |                                   |                                   |                                                       |                 |
| 2001                                | "Mojive"                        | —                                 | —                                 | 35                                | —                                 | 46                                | —                                 | —                                 | —                                 | —                                 | —                                 |                                                       | Fredhead        |
| 2001                                | "You're My Mate"                | 18                                | —                                 | 4                                 | —                                 | 6                                 | —                                 | —                                 | 43                                | —                                 | —                                 |                                                       | Fredhead        |
| 2002                                | "Love Song"                     | —                                 | —                                 | —                                 | —                                 | 21                                | —                                 | —                                 | —                                 | —                                 | —                                 |                                                       | Fredhead        |
| 2002                                | "Stand Up (For the Champions)"  | —                                 | —                                 | —                                 | —                                 | 14                                | —                                 | —                                 | —                                 | —                                 | —                                 |                                                       | Stand Up        |
| 2006                                | "Where Do You Go to My Lovely?" | —                                 | —                                 | 40                                | —                                 | 36                                | —                                 | —                                 | —                                 | —                                 | —                                 |                                                       | For Sale        |
| 2007                                | "I’m Too Sexy" (re-release)     | 56                                | —                                 | —                                 | —                                 | —                                 | —                                 | —                                 | —                                 | —                                 | —                                 |                                                       | —               |
| 2008                                | "I’m a Celebrity"               | —                                 | —                                 | —                                 | —                                 | —                                 | —                                 | —                                 | —                                 | —                                 | —                                 |                                                       | I'm a Celebrity |
| 2009                                | "Sexy Bum"                      | —                                 | —                                 | —                                 | —                                 | —                                 | —                                 | —                                 | —                                 | —                                 | —                                 |                                                       | Hits            |
| 2009                                | "Right on the Kisser"           | —                                 | —                                 | —                                 | —                                 | —                                 | —                                 | —                                 | —                                 | —                                 | —                                 |                                                       | Hits            |
| 2017                                | "Sweet Treats"                  | —                                 | —                                 | —                                 | —                                 | —                                 | —                                 | —                                 | —                                 | —                                 | —                                 |                                                       | Exactly!        |
| "—" nem volt slágerlistás helyezés. |                                 |                                   |                                   |                                   |                                   |                                   |                                   |                                   |                                   |                                   |                                   |                                                       |                 |